# Lesmone undulifera
Lesmone undulifera är en fjärilsart som beskrevs av Walker 1865. Lesmone undulifera ingår i släktet Lesmone och familjen nattflyn. Inga underarter finns listade i Catalogue of Life.